# Скумбрии
Ску́мбрии (лат. Scomber) — род рыб семейства скумбриевых отряда скумбриеобразных. Это пелагические рыбы, жизненный цикл которых не связан с дном. Максимальная длина тела — 64 см, средняя — 30 см. Тело веретенообразное, покрыто мелкой циклоидной чешуёй. Плавательный пузырь может как присутствовать, так и отсутствовать. Хотя ареалы видов перекрывают друг друга, наблюдается преобладание лишь одного вида в каждом географическом районе.

## Этимология
Название рода рыб восходит к греч. σκουμβρί (мн. число — σκουμβριά), σκόμβρος (с греч. — «макрель»).

## Биология
Эти рыбы образуют смешанные косяки с Trachurus symmetricus и перуанскими сардинами. Скумбрии являются цедильщиками планктона, отфильтровывающими из воды рачков. Взрослые особи также охотятся на мелких рыб и кальмаров. У личинок, до того как они начинают собираться в косяки, распространён каннибализм. На скумбрий охотятся крупные тунцы, марлины, акулы, дельфины, морские львы и пеликаны.

## Описание
Для скумбрий характерно удлинённое веретеновидное тело, тонкий и сжатый с боков хвостовой стебель с двумя боковыми килями; продольный средний киль между ними отсутствует. Это быстрые пловцы, хорошо приспособленные к активной жизни в водной толще. Как и у прочих представителей семейства имеется костное кольцо вокруг глаз. Два спинных плавника разделены промежутком, длина которого больше длины рыла. Брюшной межплавниковый отросток невысокий и не раздваивается. Позади второго спинного и анального плавников пролегает ряд из пяти более мелких плавничков, помогающих избегать образования водоворотов при быстром движении. Хвостовой плавник твёрдый и широко раздвоенный. Тело целиком покрыто мелкой чешуёй. Панцирь в передней части, образованный крупными чешуями, слабо развит либо отсутствует. Боковая линия почти прямая, с небольшим волнообразным изгибом. Зубы мелкие, конические. Имеются нёбные и сошниковые зубы. Тонкие жаберные тычинки средней длины, их количество на нижней половине первой жаберной дуги не превышает тридцати пяти. Позвонков тридцать — тридцать два.
Рыло заострённое. Передний и задний край глаз прикрыты жировым веком. Жаберные тычинки видны через широко раскрытый рот. В первом спинном плавнике восемь — тринадцать колючих лучей, во втором спинном и анальном двенадцать мягких лучей, анальный шип жёсткий. Грудные плавники короткие, образованы восемнадцатью — двадцатью одним лучами. Спинка сине-стального цвета, покрыта волнообразными тёмными линиями. Бока и брюшко серебристо-жёлтые, без отметин.

## Виды
- Австралийская скумбрия (Scomber australasicus)
- Африканская скумбрия (Scomber colias)
- Японская скумбрия (Scomber japonicus)
- Атлантическая скумбрия (Scomber scombrus)

## Хозяйственное значение
Скумбрия — ценная промысловая рыба. Мясо у неё жирное (до 16,5 % жира), богатое витамином B12, без мелких костей, нежное и вкусное. Скумбрий промышляют в основном кошельковыми неводами, либо с помощью жаберных сетей, крючковых орудий лова, ярусов, тралов и ставных неводов. Мясо поступает на рынок в свежем, замороженном, копчёном, солёном и консервированном виде.
Высокая жирность скумбрии позволяет готовить её запеканием без добавления масла.